# Misserghin
Misserghin (parfois orthographiée Miserghin ou Mizerghin) est une commune algérienne de la wilaya d'Oran, située au Nord-Ouest du pays à l'ouest de la ville d'Oran. L'espace de la commune englobe la sebkha d’Oran et une partie du massif Murdjajo.
Elle est célèbre par son agriculture et tout particulièrement par la variété d'agrumes clémentine, originaire de la localité.

## Géographie

### Situation
Misserghin est située à 5 kilomètres à l'ouest d'Oran. Le territoire de la commune est étendu (42 828 ha) et comprend la grande dépression salée, la Sebkha d'Oran (sur 29 478 ha), il n’y a réellement que 13 350 ha de terres disponibles dont le 1/3 (4 036 ha) constitue la surface agricole utile et 9 109 ha (presque les 2/3) le domaine forestier.
| El Ançor                                            | Bou Sfer; Aïn El Turk                                                          | Oran     |
| Boutlelis                                           | Misserghin                                                                     | Es Senia |
| Wilaya d'Aïn Témouchent (El Amria, Hassi El Ghella) | Wilaya d'Aïn Témouchent (Hammam Bou Hadjar, Aïn El Arba, Oued Sabah, Tamzoura) | El Kerma |

### Relief
Le relief de la commune de Misserghin est en grande partie tabulaire. En effet, elle s’étend sur le sommet et le long versant sud du Djebel Murjadjo, ce dernier est relié au sud, à une étroite plaine en bordure de la sebkha d'Oran par une série de courts versants pentus.

### Secteurs, lieux-dits
En 1984, la commune de Misserghin est constituée à partir des lieux-dits suivants :
- Vieux village de Misserghin
- Nouveau village de Misserghin
- Douar de Ben Aissi
- Hai Si Rabeh
- Oued el Kseb

### Transports

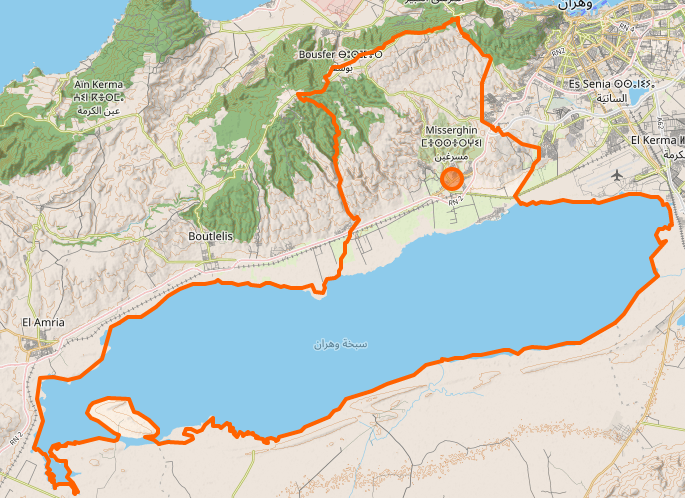
Relief et les limites de la commune de Misserghin et la sebkha.

Misserghin est située sur la route nationale 2 Oran-Aïn Témouchent-Tlemcen et possède une gare sur la ligne de chemin de fer Oran-Aïn Témouchent.

### Végétation
La moitié de la commune est occupée par des formations forestière. Le territoire de Misserghin est structuré en 3-4 zones : plus de la moitié nord-ouest du versant sud du Murdjadjo est forestier et reboisé, l’autre moitié nord-est est occupée essentiellement par de la forêt dégradée à l’exception d’une enclave ancienne cultivée. Le reste de l’espace est agricole. Le bas du versant sud du Murdjadjo et son piémont sont principalement consacrés aux cultures saisonnières. La plaine bordière de la Sebkha d’Oran est réservée à l'arboriculture : l’olivier tient désormais une place importante tandis que le vignoble a pratiquement disparu.

### Climat
Le climat à Misserghin est de steppe, les précipitations sont faibles toute l'année. La classification de Köppen est de type BSh. La température moyenne est de 18.4 °C. La pluviométrie annuelle moyenne ne dépasse pas les 400 mm.
| Mois                              | jan. | fév. | mars | avril | mai  | juin | jui. | août | sep. | oct. | nov. | déc. | année |
| --------------------------------- | ---- | ---- | ---- | ----- | ---- | ---- | ---- | ---- | ---- | ---- | ---- | ---- | ----- |
| Température minimale moyenne (°C) | 8,2  | 8,4  | 10,3 | 12,3  | 15,1 | 18,7 | 21,4 | 22,2 | 19,8 | 16,5 | 11,9 | 9,2  |       |
| Température moyenne (°C)          | 11,5 | 12   | 14,1 | 16,3  | 19,4 | 23,3 | 26,1 | 26,6 | 23,6 | 20,3 | 15,2 | 12,5 | 18,4  |
| Température maximale moyenne (°C) | 15,4 | 16   | 18,5 | 20,8  | 23,9 | 28,2 | 31,2 | 31,5 | 28,2 | 24,9 | 19,1 | 16,4 |       |
| Précipitations (mm)               | 50   | 41   | 44   | 42    | 25   | 6    | 1    | 4    | 19   | 33   | 58   | 41   | 364   |

| Diagramme climatique                                  |         |            |            |            |           |           |           |            |            |            |           |
| J                                                     | F       | M          | A          | M          | J         | J         | A         | S          | O          | N          | D         |
| 15,48,250                                             | 168,441 | 18,510,344 | 20,812,342 | 23,915,125 | 28,218,76 | 31,221,41 | 31,522,24 | 28,219,819 | 24,916,533 | 19,111,958 | 16,49,241 |
| Moyennes : • Temp. maxi et mini °C • Précipitation mm |         |            |            |            |           |           |           |            |            |            |           |

## Toponymie
La ville porte le nom de l'oued qui la traverse. Le nom serait un toponyme berbère signifiant « Les Lieux chauds ». Une autre version attribuait le nom de la ville au nom de la tribu berbère  Beni Mesguen ou Beni Meserguine, branche des Azdadja qui vivait dans ce territoire depuis l'antiquité , et à qui l'on attribue la fondation de la ville d'Oran en 902 apr. J.-C.,

## Histoire

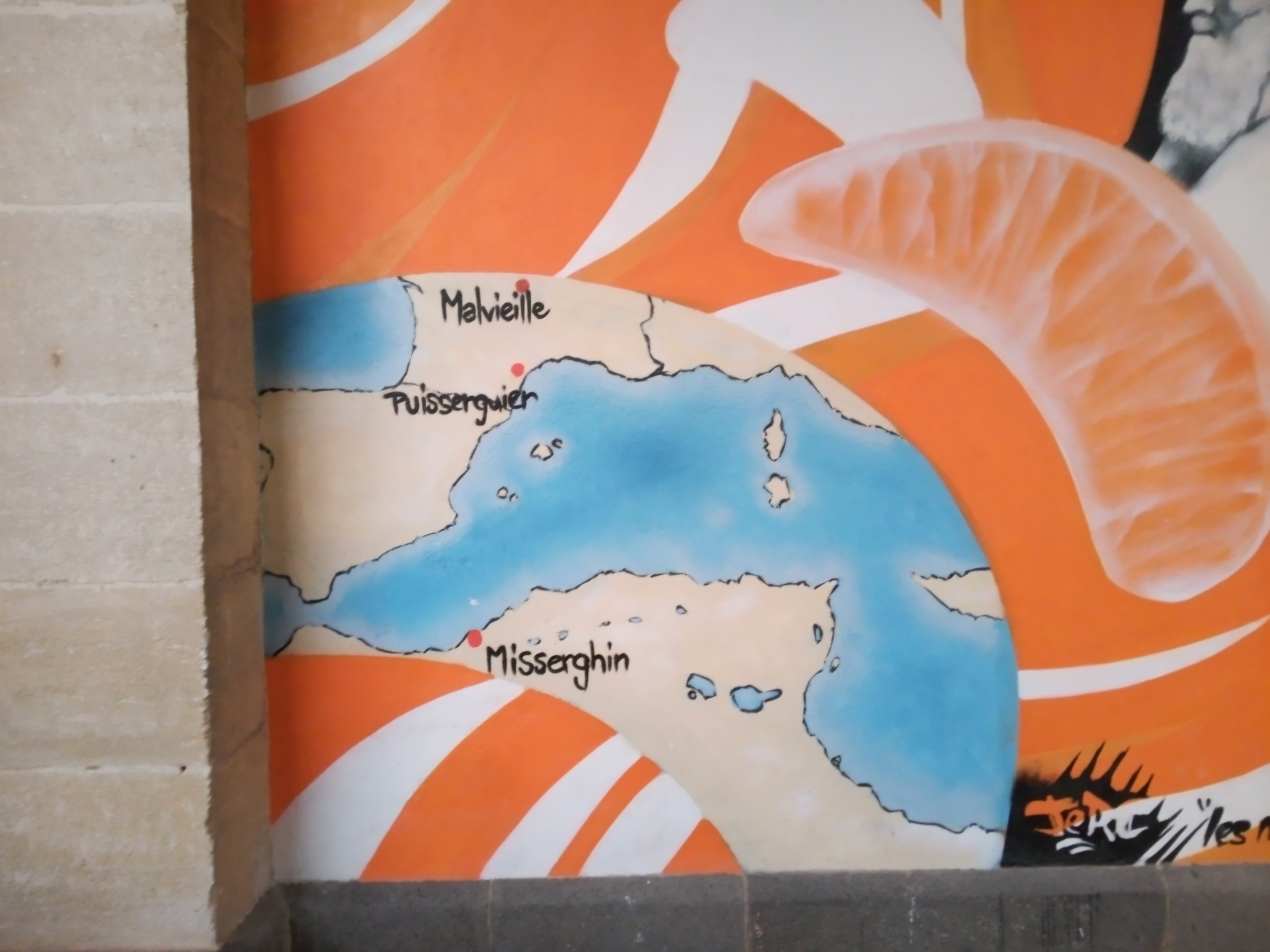
Détail de la fresque "histoire de la clémentine" à Puisserguier (France), lieu de naissance du père Abram, fondateur de l'orphelinat à Misserghin où a été sélectionnée la 1ère clémentine par frère Clément, natif de Malvieille.

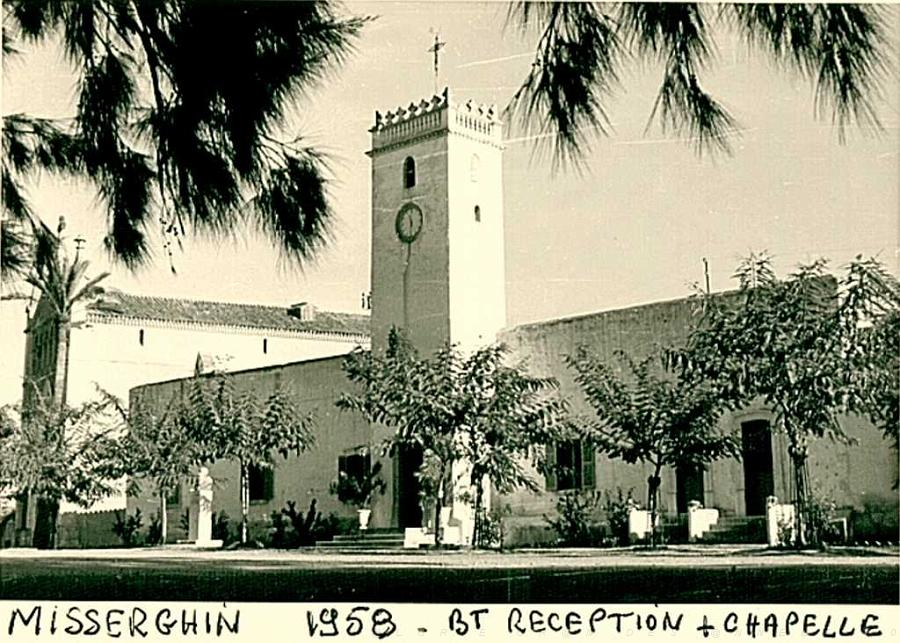
Orphelinat des Petits Frères de l'Annonciation établi depuis 1849 où le frère Clément fut chef de culture.

Durant la période précoloniale, la localité était célèbre par le domaine agricole qu'y possédait le Bey Hassan.
12 mars 1840, combat de Misserghin durant la conquête de l'Algérie par la France. Un centre de colonisation est créé en 1844. Il est peuplé d'anciens soldats et quelques familles allemandes et mosellanes puis par des Provençaux, des Espagnols et des Italiens.
C'est à Misserghin, ville célèbre par ses plantations d'orangers, que fut découverte la clémentine par le frère Clément (Vital Rodier) au XIXe siècle, lorsqu'il était directeur des cultures de l'orphelinat local. Cette spécialité algérienne est aujourd'hui connue dans le monde entier.

## Démographie
Selon le recensement général de la population et de l'habitat de 2008, la population de la commune de Misserghin est évaluée à 25 443 habitants contre 18 089 habitants en 1998 dont 12 418 habitants dans l'agglomération chef-lieu, 6 605 habitants à Hai Rabah et 3 520 habitants à Hai Kessab.

## Administration

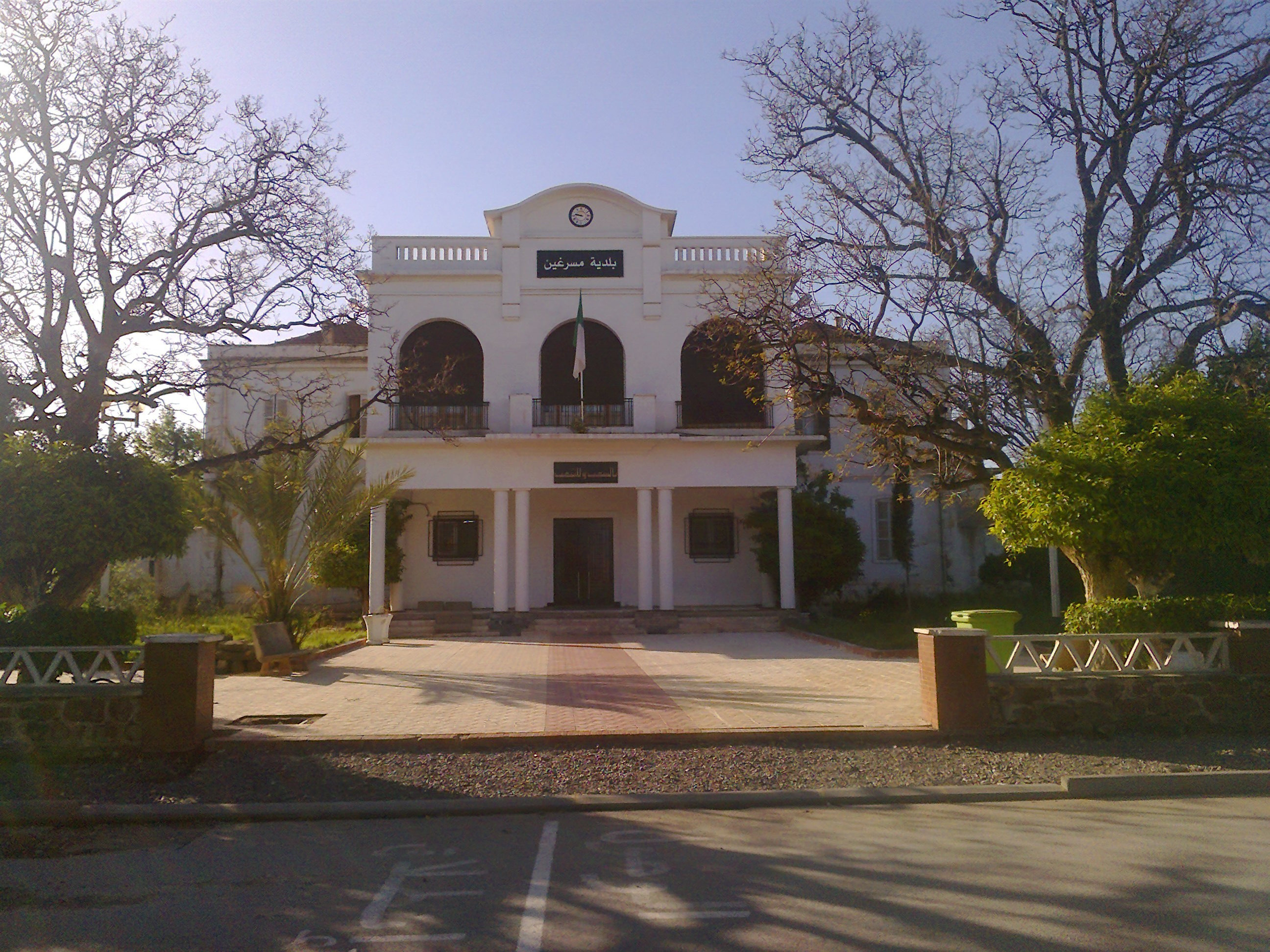
Siège de la mairie.

Commune créée en 1845, Misserghin est érigée en commune de plein exercice par décret en 1856. Elle reste rattachée au département d'Oran. Elle relève de la daïra de Boutlélis après l'indépendance de l'Algérie.

## Personnalités
- Vital Rodier (1839-1904), appelé frère Clément, y est mort ;
- Félix de Pachtère (1881-1916), archéologue français, s'y marie en 1910 ;
- Jules-Constant Auzimour (1893-1941), médecin français, y est né ;
- Chérif Sid Cara (1902-1999), maire de Misserghin jusqu'en juillet 1962 ;
- Jean Bécourt-Foch (1911-1944), officier français, y est mort ;
- Gabriel Camps (1927-2002), archéologue & préhistorien, y est né.